# 大鹏所城
大鹏所城（大鵬話IPA：[tʰaj pʰuŋ sang]）是中國廣東省深圳市大鵬新區大鵬街道一個面對大亚湾的古老的城村。被列入中國歷史文化名村和第五批全国重点文物保护单位，是深圳八大景點和爱国主义教育基地之一。原有居民大都移民香港、荷蘭或英國。村民在這個村說大鵬話。著名的歷史文物是龍井，賴府，劉府，四個城門，等等。

## 簡介
大鹏守御千户所城，简称大鵬城在明朝洪武二十七年（1394年）建成，作用主要是抵抗海盜之入侵。在明代大鵬城主要是對抗倭寇之入侵。
清代改大鹏守御千户所城为大鹏水师营，设立了东涌口、水师塘、大屿山、红香炉、盐田、关湖塘、老大鹏、上沙塘、下沙塘等九处营汛，并辖沱泞、佛堂门、南头和大屿山四处炮台。道光年間，此城也是鴉片戰爭抗击英國的根據點之一。當時的清朝水師把駐守的大鵬營升為大鵬協，下設左右二營，總部及左營就是設於大鵬所城，而右營則是駐在新建的東涌所城(位於香港大嶼山東涌，又稱為東涌炮台)，城中有多個府第，其中以清代抗英將領賴恩爵的振威將軍第最為壯觀。
所城现处社区为大鹏新区鹏城社区，深圳别称“鹏城”可能由此而来。
自1983年起，包括賴恩爵府第等十處文物點，被深圳市列為文物保護單位；1989年，廣東省政府也把大鵬城確認為省級文物保護單位；1996年5月成立大鵬古城博物館，負責大鵬城管理工作。

## 文化
大鵬城的原居民說大鵬話或者寶安客家話。每年農曆十月初一農民會慶祝牛神節,這一日原居民感謝牛一年的工作。
大鵬太平清醮有幾百年歷史，五年一屆，以頭尾五年計（實際即四年一屆），主祀天后。中華人民共和國成立後中斷，至1980年代後才復辦，並於2007年以「大鵬追念先烈習俗」的名義列入廣東省第二批省級非物質文化遺產名錄。

## 图片

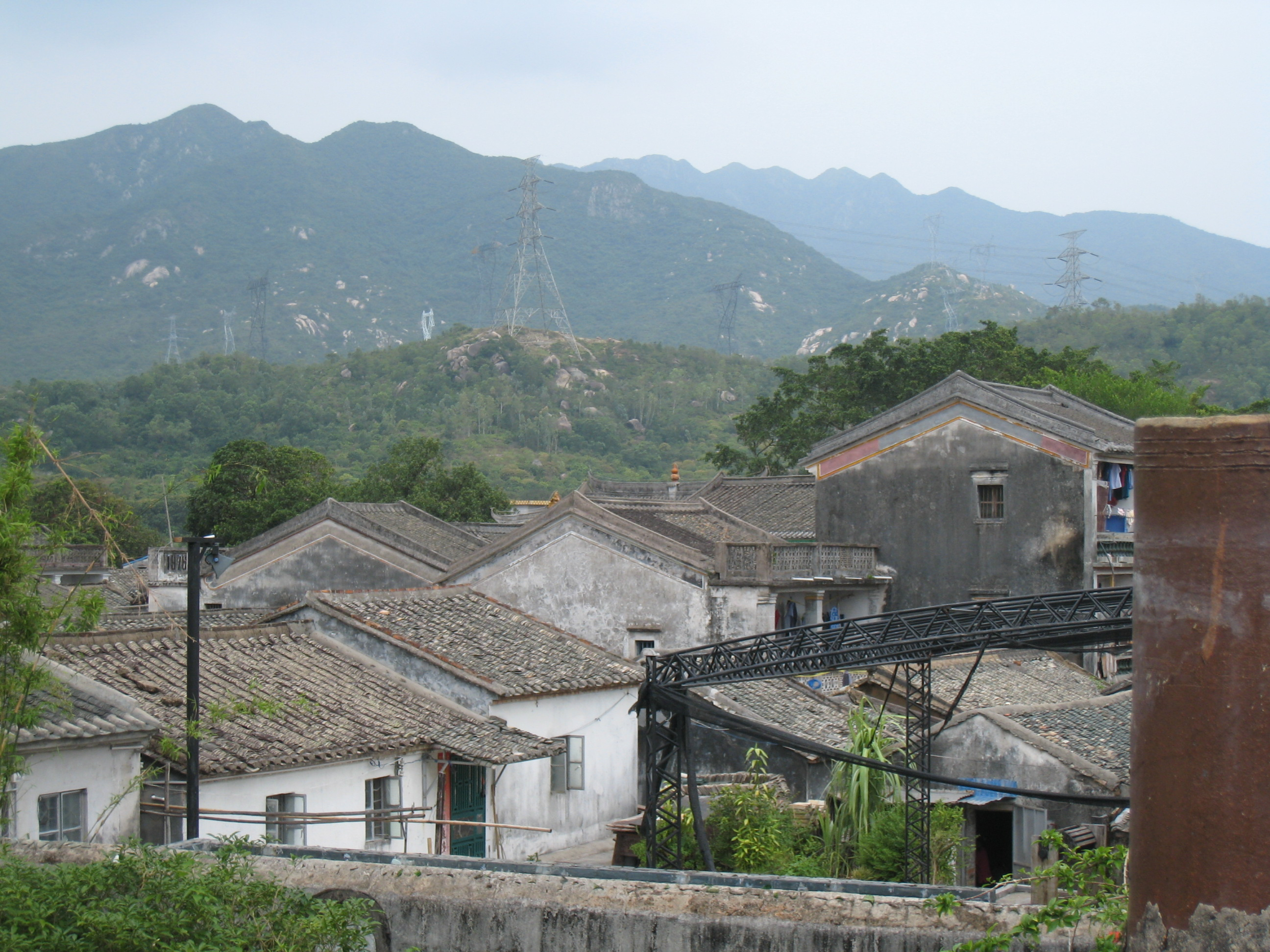
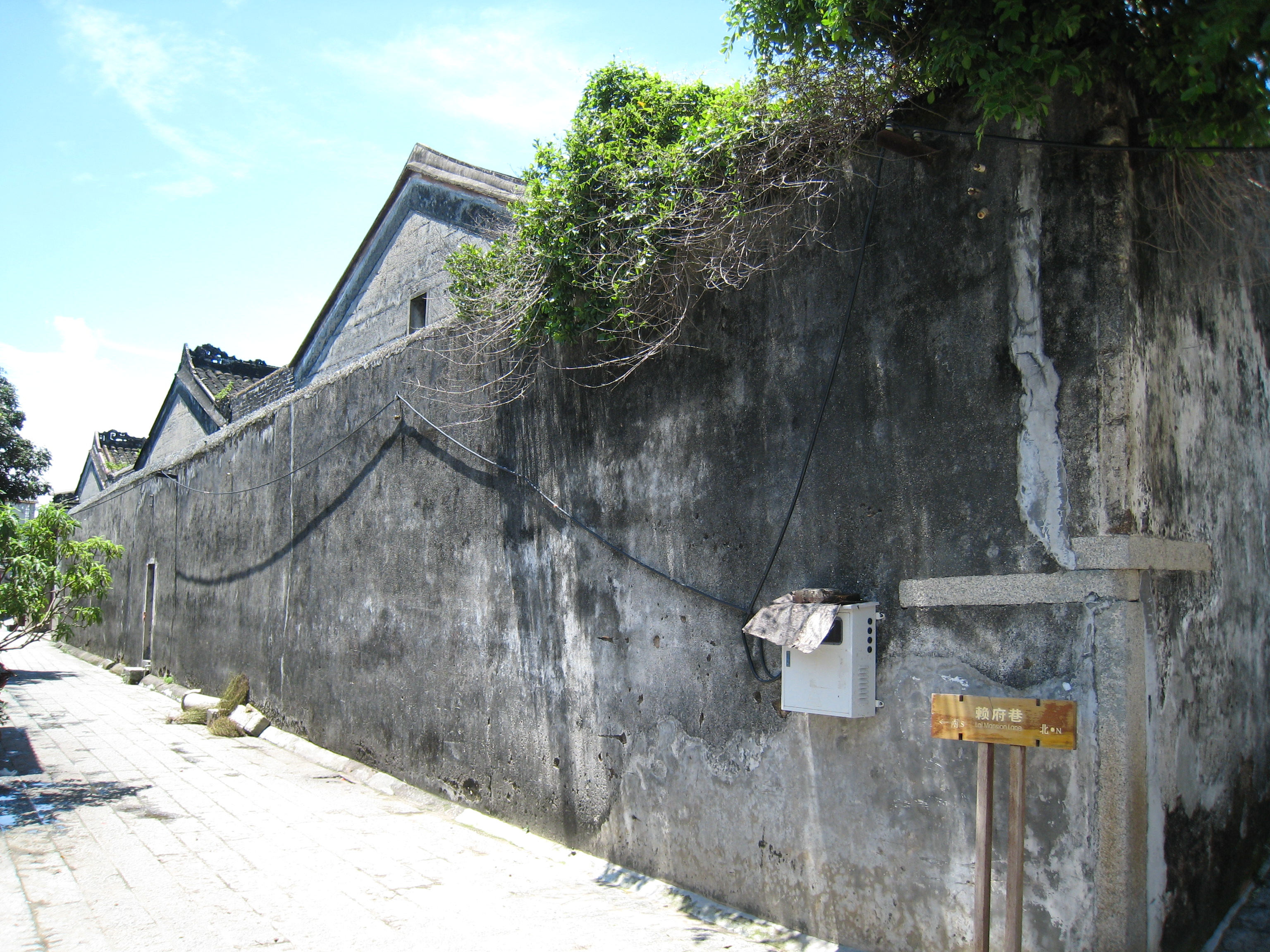
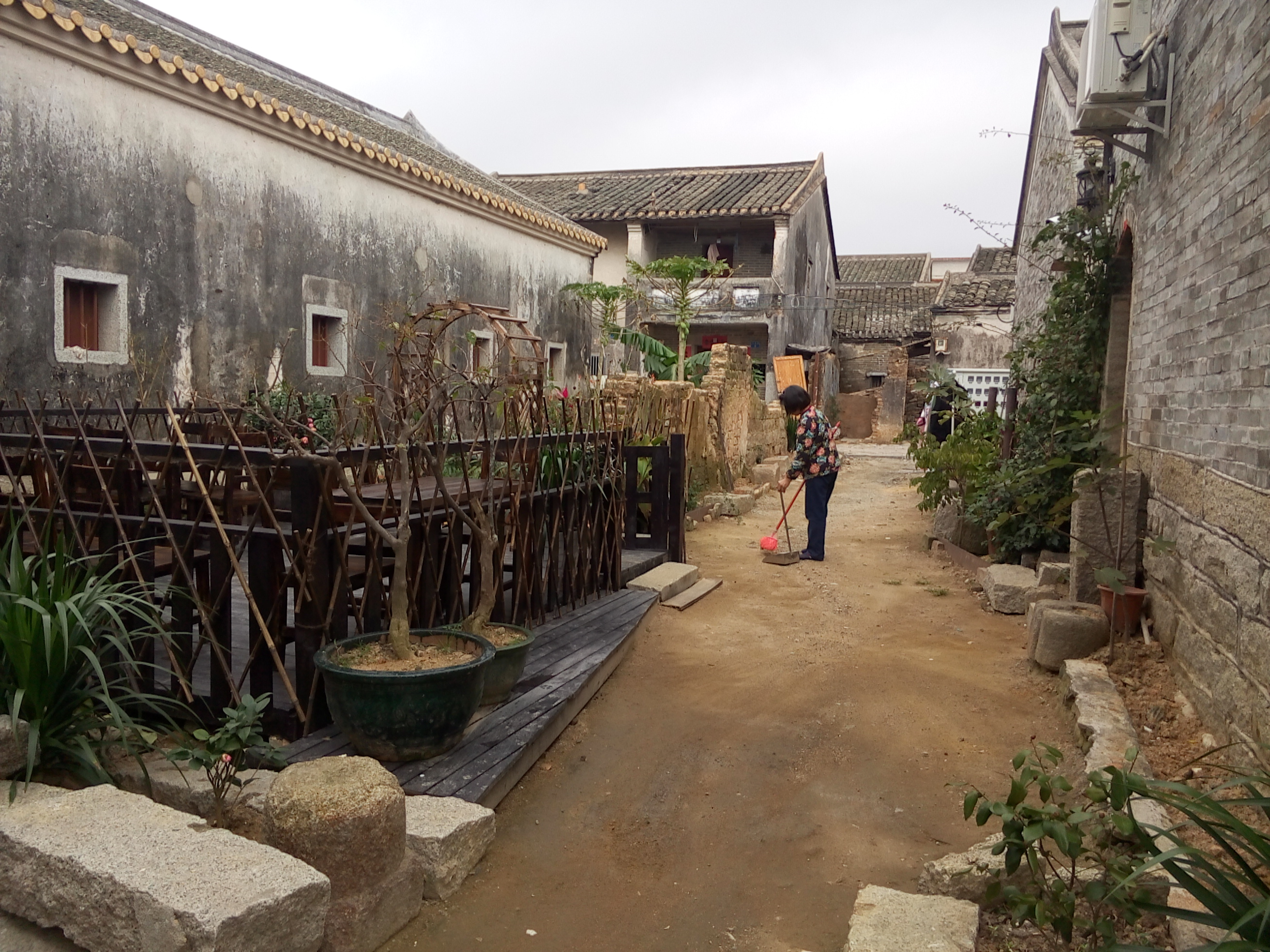
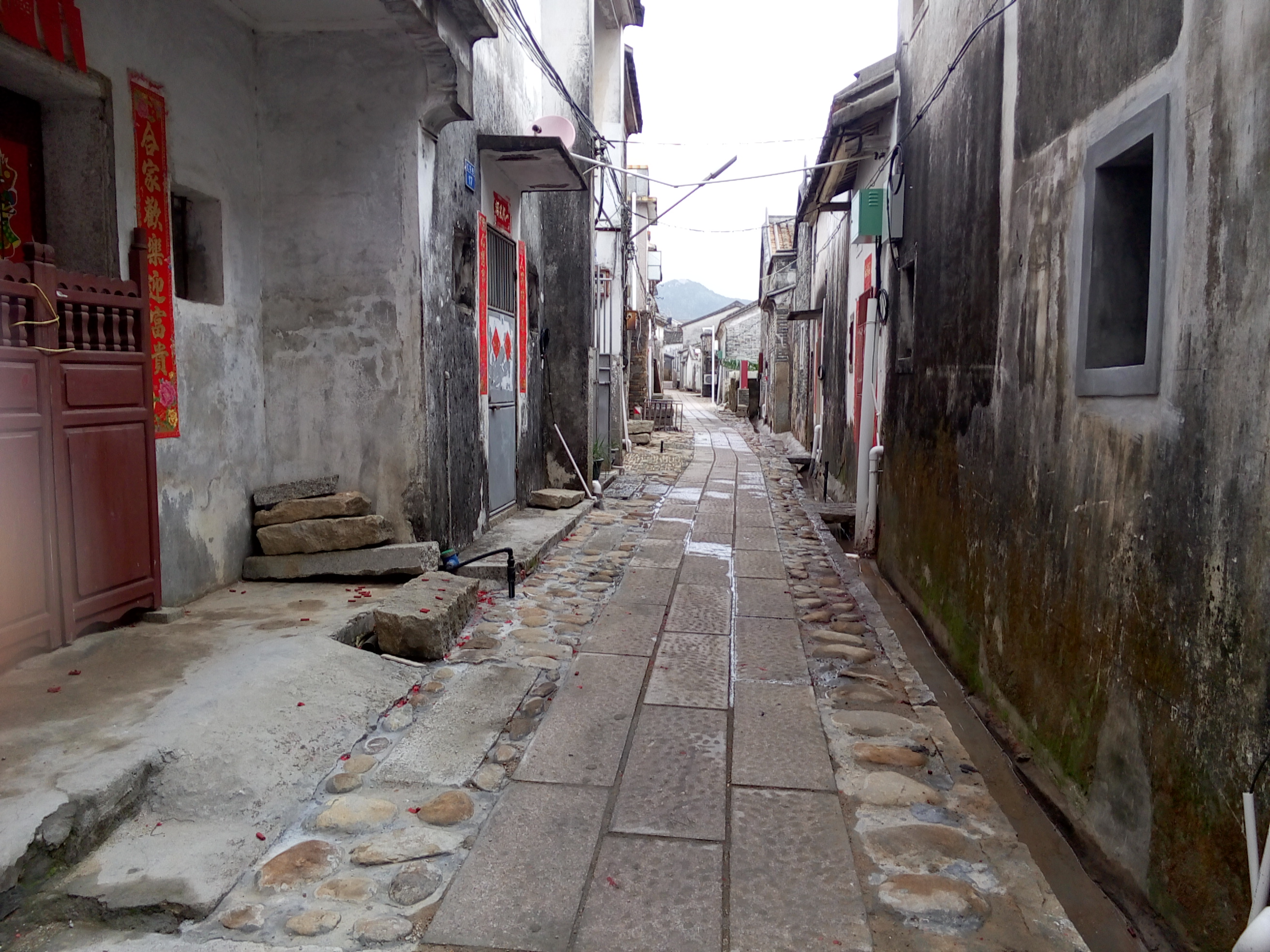
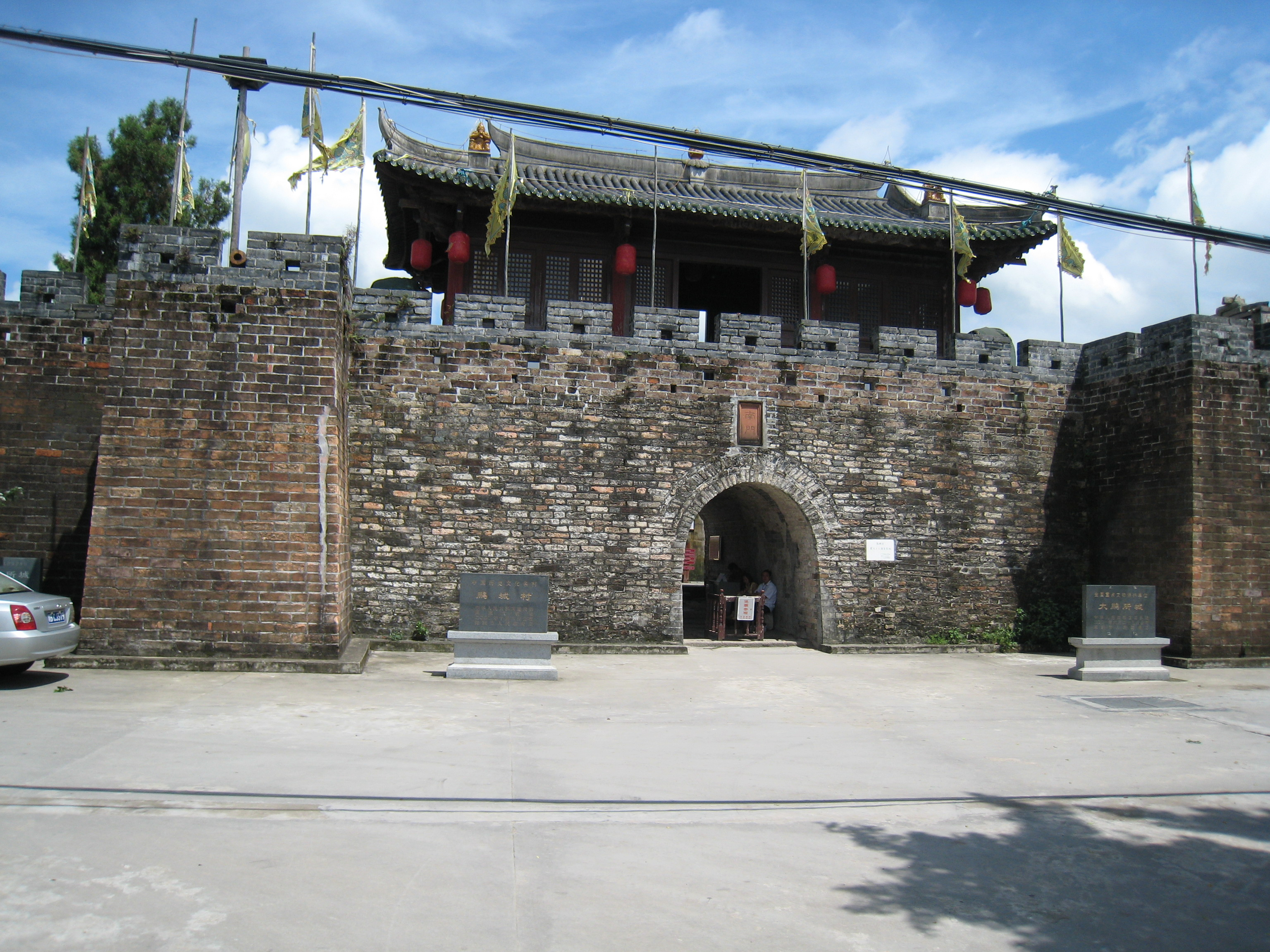
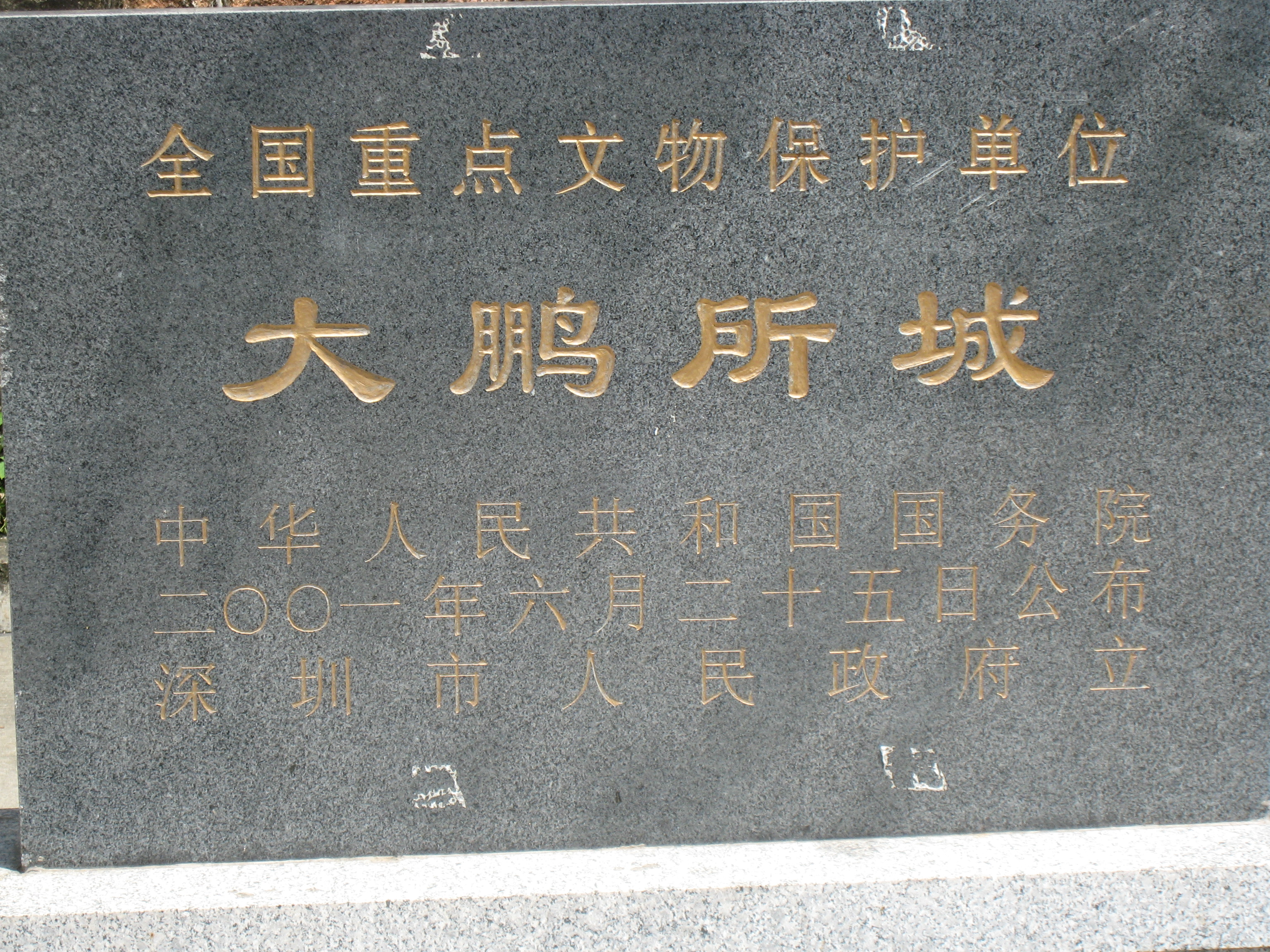
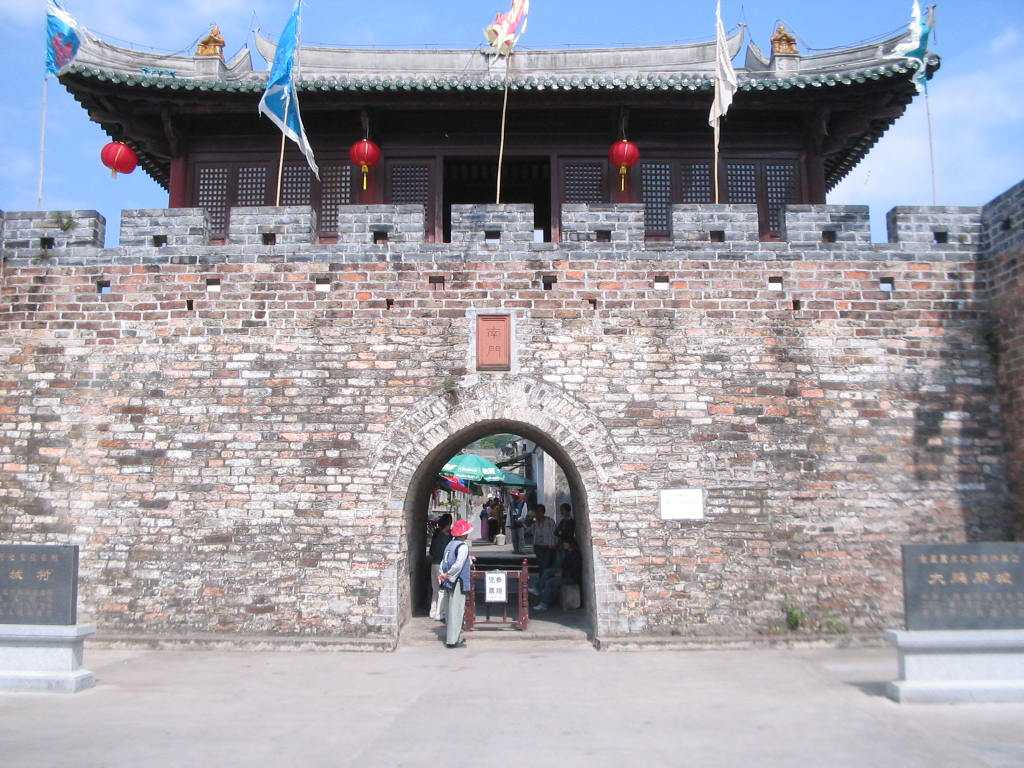
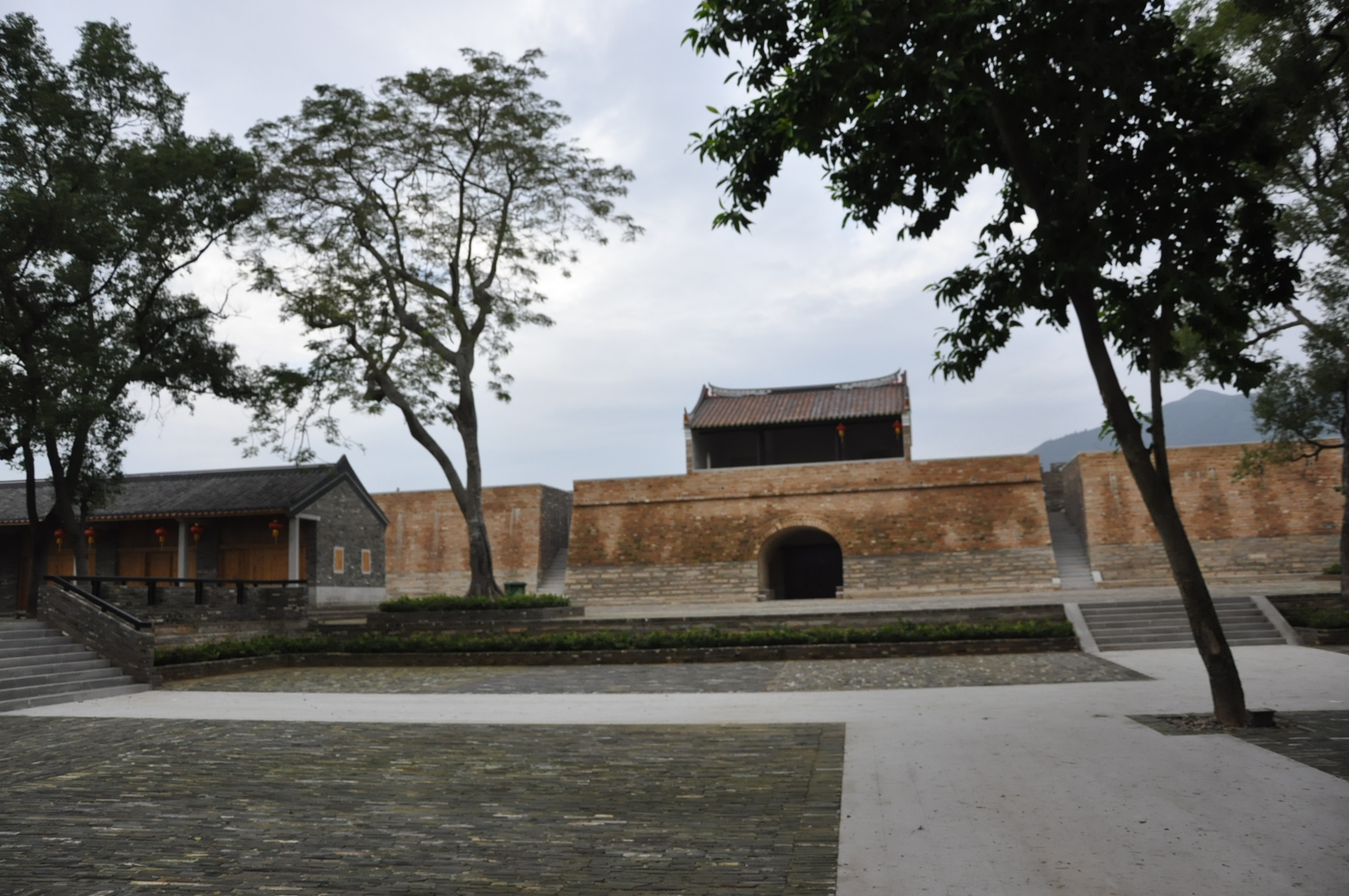

## 交通

### 公交
| 大鹏所城 | 大鹏所城     | 大鹏所城 | 大鹏所城 | 大鹏所城 |
| 编号     | 路线         | 路线     | 路线     | 备注     |
| -------- | ------------ | -------- | -------- | -------- |
| M457     | 葵涌公交总站 | ⇆        | 核电站   | 原 928   |
| M471     | 大鹏公交总站 | ⇆        | 核电站   | 原 B756  |

### 道路
- 鹏飞路

## 名人
- 刘起龙
- 赖英扬
- 赖恩爵
- 赖仲元
- 刘黑仔
- 戴卓文
- 罗贵
- 葉德嫻

## 事件
2024年6月15日，受连续强降雨影响，大鹏所城南门东侧城墙发生部分坍塌。当局表示，坍塌部分属于1984年重建的城墙。坍塌事件发生后，大鹏所城景区已临时关闭。

## 外部連結
- （中文）村的網址